# Shahfiq Ghani
Shahfiq Ghani (Singapore, 17 marzo 1992) è un calciatore singaporiano, attaccante dell'Hougang Utd.